# Jean-François Collin d'Harleville
Jean-François Collin d'Harleville (Mévoisins, 30 maggio 1755 – Parigi, 24 febbraio 1806) è stato un commediografo francese.

## Biografia
Il suo primo successo in ambito teatrale fu L'Inconstant, una commedia il cui testo fu accettato nel repertorio della Comédie Française nel 1780 ma che venne messa in scena soltanto sei anni dopo, anche se nel 1784 sembra sia stata rappresentata in un altro teatro. Ad essa fecero seguito L'Optimiste, ou l'homme content de tout (1788) e Châteaux en Espagne (1789). La sua opera migliore, Le vieux célibataire, apparve nel 1793.
Tra gli altri suoi lavori si ricordano la commedia in atto unico Monsieur de Crac dans son petit castel (1791), Les Artistes(1796), Les Mœurs du jour (1800) e Malice pour malice (1803).
Collin è stato uno dei membri originali dell'Institut de France.
L'edizione del 1822 del suo Théâtre et poésies fugitives, contiene un giudizio sul suo lavoro del suo amico e drammaturgo François Andrieux. Un altro suo libro, Théâtre, è stato in seguito pubblicato da Louis Moland nel 1876 e da Edouard Thierry nel 1882.